# Ікона Миколи Мокрого

Ікона Миколи Мокрого без оклада

Київська ікона святого Миколи (Мокрого) — найдавніша відома чудотворна ікона святого Миколая, перша чудотворна ікона Русі, найшанованіша святиня Софії Київської.
До 1943 року зберігалася на хорах собору, в іконостасі Миколаївського вівтаря, праворуч від царських врат, як храмовий образ. Сьогодні зберігається в США в середовищі української еміграції.

## Історія

### «Чудо про немовля в Києві»
В давнину на Русі собливою популярністю користувалося «Чудо про немовля в Києві», що датується дослідниками часом не пізніше 1091 року.
Легенда розповідає про подружжя, яке вирушило на паломництво у Вишгород до мощів Бориса і Гліба на день їх пам'яті. Вони повертались до Києва по Дніпру в човні. В дорозі жінка задрімала і упустила у воду немовля. У відчаї батьки дитини звернулись до чудотворного образу святого Миколая, «велику віру до нього маючи», з проханням про допомогу. Наступного ранку дитина була знайдена неушкодженою «…лежаще мокро перед образом св. Миколая» на хорах Софії Київської.[джерело?] Саме через цю подію ікона Миколи Чудотворця за часів митрополита Єфрема й отримала назву Миколи Мокрого.

### Наукові дослідження
Перше наукове дослідження ікони здійснив перед реставрацією у 1882 році Адріян Прахов, який датував її 10 століттям і вважав візантійською за походженням. У 20-х роках 20 століття ікону ще раз відреставрували фахівці Всеукраїнського музейного містечка.[джерело?]

### Зникнення
Восени 1943 року, напередодні вступу до Києва радянських військ, ікону було вивезено до Варшави єпископом Переяславським Мстиславом (Скрипником). Там він передав її архиєпископові Палладію (Відибіді-Руденку), який переправив святиню до Америки. Вона перебувала спершу в його помешканні, потім у Торонто, нарешті в Бруклині. Сьогодні зберігається в руках віруючих Української православної церкви США.

### Повернення в Україну
Під час звернення Президента України Володимира Зеленського, було анонсовано повернення ікони в Україну, за що Президент висловив подяку ієрархам, духовенству та вірним української православної церкви США.

## Списки ікони
- Ікона святого Миколи Доброго - список ікони Миколи Мокрого, перед якою сталось "Чудо з половчином в Києві".[3][4]
- Ікона святого Миколи Жидичинського -  ікона, що згадується в Іпатіївському літописі від 1227 року. Відповідно до тексту літопису, князь Данило Галицький поїхав "клянятись та молитись" святому Миколі в Жидичин, що на Волині.[3]

|  | староукр."Еха Данилъ въ Жидичинъ кланѧтьсѧ и молитисѧ ст҃моу Николѣ." укр. "Їде Данило в Жидичин кланятись та молитись святому Миколі." |

- Ікона святого Миколая Дворищенського - завдяки якій отримав зцілення найстарший син Володимира Мономаха князь новгородський Мстислав Великий.[1] За легендою Мстиславові приснився Микола Чудотворець з пропозицією допомоги, якщо князь помолиться Миколі, що в Софії Київській. Князь відправив посольство в Київ, проте посли повернулись з іконою Миколи, яку знайшли плаваючою в озері Ільмень біля острова Липно.
- Ікона святого Миколи Липного.

## Вшанування
За давньою традицією щочетверга після  літургії перед чудотворною іконою відправлявся молебень із акафістом св. Миколаю.